# إيزابيل مكنيل كارلي
إيزابيل مكنيل كارلي (بالإنجليزية: Isabel McNeill Carley)‏ هي معلمة موسيقى وملحنة أمريكية، ولدت في 4 ديسمبر 1918 في شيكاغو في الولايات المتحدة، وتوفيت في 14 يوليو 2011 في غايثرسبيرغ في الولايات المتحدة.